# Reggie Walker
Reginald 'Reggie' Edgar Walker (Durban, 16 de março de 1889 - Durban, 5 de novembro de 1951) foi um velocista sul-africano e o mais jovem campeão olímpico dos 100m rasos até os dias de hoje e foi o primeiro branco africano a ganhar uma medalha de ouro nos Jogos Olímpicos.
Campeão sul-africano de 1907, Walker não estava entre os grandes favoritos para os 100m nos Jogos Olímpicos de Londres. Ele, inclusive teve grandes dificuldades para chegar a Londres, já que não possuía recursos para a viagem, até que um jornalista esportivo conseguisse arrecadar os fundos necessários para a viagem. Em Londres, ele foi treinado por Sam Mussabini, grande técnico independente de velocidade, que também treinaria o campeão dos 100m em Paris 1924, Harold Abrahams.
Vários dos grandes atletas da prova não conseguiram a classificação para a final. Walker classificou-se com facilidade na primeira eliminatória e na segunda quebrou o recode olímpico, com 10s8, o que o colocou com o melhor tempo para a final.
Nela, Walker enfrentou o norte-americano James Rector, que havia igualado seu tempo nas semifinais e o derrotou por pouco mais de três pés de vantagem, tornando-se, com 19 anos e 128 dias de idade, o mais jovem vencedor desta prova até hoje numa Olimpíada.